# Ideia para uma História Universal com um Propósito Cosmopolita
Ideia para uma História Universal com um Propósito Cosmopolita (em alemão:  Idee zu einer allgemeinen Geschichte in weltbürgerlicher Absicht) é um ensaio de 1784 do filósofo prussiano Immanuel Kant (1724 –1804), professor de antropologia e geografia na Universidade de Königsberg.

## Visão geral
O ensaio foi publicado enquanto Kant ganhava reputação como filósofo após a publicação de seu tratado revolucionário sobre epistemologia, A Crítica da Razão Pura (1781) e precedendo sua crítica da teoria ética, Crítica da Razão Prática (1788). "Ideia para uma História Universal com um Propósito Cosmopolita" envolveu Kant em controvérsia devido às implicações políticas de sua crítica de seu contemporâneo Johann Gottfried Herder.
O ensaio prossegue por meio de nove proposições por meio das quais Kant procura provar sua afirmação de que a autonomia racional e moral derrotará inevitavelmente as compulsões do individualismo egoísta. Kant procura alcançar isso avançando em uma explicação hierárquica do desenvolvimento da história humana. Ao escrever na perspectiva de uma história universal, Kant valoriza um estado futuro não realizado (embora esteja ciente, no entanto, do problema de teorizar sem base empírica, reconhecendo a aparência de irracionalidade que tal empreendimento exibe e criticando Herder por extraindo conclusões da psicologização especulativa).
Kant classifica as repúblicas constitucionais da Europa Ocidental contemporânea - marcadas pelo federalismo, busca de status, individualismo e um grau de maturidade moral e cultural - como pertencentes a um estágio avançado, mas ainda intermediário, de desenvolvimento, julgando-as civilizadas mas não completamente moral.  Todas as outras sociedades são consideradas inferiores e julgadas de acordo com a referência dos estados-nação europeus. Kant propõe que as nações europeias tendiam para a condição de Estado em uma federação caracterizada por uma visão universalista e cosmopolita cultura moral - um estado final histórico também abordado (embora em um ritmo mais lento) por aquelas sociedades não europeias inferiores, definidas como ainda eram pelo abraço da fé.